# Шепелевичский сельсовет
 Шепеле́вичский сельсовет — упразднённая административно-территориальная единица Круглянского района Могилёвской области Белоруссии. 
Сельсовет упразднён в январе 2012 года. Территория и населённые пункты упразднённого сельсовета включены в состав Тетеринского сельсовета.

## Состав
В составе сельсовета на момент упразднения находились 15 населённых пунктов:
- Белавка — деревня.
- Беларусь — деревня.
- Бовсевичи — деревня.
- Волковщина — деревня.
- Гоенка — деревня.
- Залосье — деревня.
- Заречье — деревня.
- Козел — деревня.
- Кононовичи — деревня.
- Кунцы — деревня.
- Овсище — деревня.
- Падар — деревня.
- Симоновичи — деревня.
- Смогиловка — деревня.
- Шепелевичи — деревня.

Упразднённые населенные пункты на территории сельсовета:
- Новое Поле — деревня